# Goniurellia octoradiata
Goniurellia octoradiata är en tvåvingeart som beskrevs av Merz 2002. Goniurellia octoradiata ingår i släktet Goniurellia och familjen borrflugor.
Artens utbredningsområde är Oman. Inga underarter finns listade i Catalogue of Life.